# Emoia cyanura
Emoia cyanura är en ödleart som beskrevs av  René-Primevère Lesson 1826. Emoia cyanura ingår i släktet Emoia och familjen skinkar. Inga underarter finns listade i Catalogue of Life.